# Gilbert Ondongo
Gilbert Ondongo (ur. 29 listopada 1960 w Makoua) – kongijski polityk i doktor nauk ekonomicznych, od 2009 do 2021 roku minister gospodarki, przemysłu i sektora publicznego. W latach 2005–2009 pełnił funkcję ministra pracy, a od 2012 do 2016, przed zmianami w zakresie działania jego resortu, był również odpowiedzialny za finanse.

## Młodość i wykształcenie
Gilbert Ondongo urodził się 29 listopada 1960 roku w Makoua w departamencie Cuvette w Kongu. Ukończył technikum w Brazzaville na kierunku ekonomia i zarządzanie. W 1982 roku uzyskał licencjat w dziedzinie ekonomii na Université Marien Ngouabi. W 1983 roku uzyskał tytuł magistra ekonomii przemysłowej na Université de Paris XIII Paris-Nord, a rok później DEA w dziedzinie ekonomii rozwoju na Université de Paris II Panthéon-Assas. W 1985 roku otrzymał dyplom DESS w zakresie wytwarzania i dystrybucji energii na Université de Paris X Nanterre. W 1989 roku obronił doktorat w dziedzinie nauk ekonomicznych na Université de Paris II Panthéon-Assas.

## Działalność naukowa i publiczna
Od 1983 roku odbywał praktykę studencką u Jean-Jacquesa Carre, dotyczącą rozwoju telekomunikacji. W 1984 roku był stażystą w Narodowej Agencji Waloryzacji Badań (fr. Agence nationale de valorisation de la recherche, ANVAR), a od 1985 był stażystą w Commissariat de l’énergie atomique w Paryżu.
W 1992 roku został redaktorem naczelnym gazety ekonomicznej „l’Enjeu”, na łamach której publikował też artykuły poświęcone gospodarce państwowej i teorii ekonomii. W latach 1992–1995 był kierownikiem katedry makroekonomii na Université Marien Ngouabi, a od 1991 jest tamże adiunktem, wykłada ekonomię polityczną, finanse publiczne, politykę gospodarczą oraz systemy i struktury ekonomiczne.
Od października 1997 do sierpnia 2002 roku był specjalnym doradcą prezydenta ds. ekonomiczno–finansowych.

## Kariera polityczna
W sierpniu 2002 roku Ondongo został powołany na stanowisko sekretarza stanu ds. zarządzania finansami i reform budżetowych, podlegającego ministrowi gospodarki. Stanowisko to pełnił do stycznia 2005 roku. 7 stycznia 2005 roku wszedł w skład rządu jako minister pracy, zatrudnienia i zabezpieczenia społecznego. 15 września 2009 roku został powołany na ministra finansów i budżetu. W ramach zmian w rządzie 25 września 2012 roku został powołany na stanowisko ministra gospodarki, finansów, planowania, środków publicznych oraz integracji. 10 sierpnia 2015 roku jego resort został pomniejszony do spraw związanych z gospodarką, finansami, budżetem i środkami publicznymi. 30 kwietnia 2016 roku jego resort został przemianowany na ministerstwo gospodarki, rozwoju przemysłu i promocji sektora prywatnego. Od 22 sierpnia 2017 roku jest ministrem gospodarki przemysłu i sektora publicznego.
Po utworzeniu nowego rządu, przez premiera Anatole Collinet Makosso, 15 maja 2021 roku nie został powołany do rady ministrów.

## Życie prywatne
Gilbert Ondongo jest żonaty, ma czwórkę dzieci.